# Thérèse de Couagne
Thérèse de Couagne est née à Ville-Marie le 19 janvier 1697. Elle fait partie de la noblesse de la Nouvelle-France. Elle est la fille de Charles de Couagne et de Marie Gaudé et la sœur de Jean-Baptiste de Couagne, collaborateur du cartographe Gédéon de Catalogne. Son père est l'un des plus importants marchands de Ville-Marie (aujourd’hui Montréal). Elle épouse en 1718 le fondateur des forges du Saint-Maurice, François Poulin de Francheville, dont elle aura une fille, Marie-Angélique, morte jeune. Mme de Francheville se retrouve veuve en 1734 et hérite des parts de son mari dans les forges du Saint-Maurice.
Elle était propriétaire de l'esclave accusée d'avoir provoqué l'incendie de 1734 à Montréal, Marie-Joseph Angélique.
Mme de Francheville meurt à Ville-Marie (Montréal), le 26 février 1764.